# Сорокин, Михаил Яковлевич (капитан)
Михаил Яковлевич Сорокин — русский и советский капитан дальнего плавания.

## Биография
Родился в 1879 году в селе Ахматово. Член КПСС.
Окончил Бакинское мореходное училище.
Участник русско-японской, Первой мировой, Гражданской, советско-финской и Великой Отечественной войн.
Матрос на рыбачьих шаландах, занимающихся промыслом в Каспийском море, матрос на судах транспортного флота восточного российского общества, моряк крейсера «Аврора».
Штабс-капитан корпуса гидрографов, капитан гидрографического судна «Азимут».
После Гражданской войны — капитан ледоколов «Красин» и «Ермак».
Умер в 1955 году в Ленинграде. Похоронен на Серафимовском кладбище.
В честь Сорокина названы острова: в Карском море, расположенный восточнее острова Белуха, и в Антарктике, в море Сомова. В 1977 г. в строй вошел дизель-электрический ледокол «Капитан Сорокин», построенный в Финляндии и приписанный в настоящее время к Санкт-Петербургу.